# Fulvius slateri
Fulvius slateri är en insektsart som beskrevs av Wheeler 1977. Fulvius slateri ingår i släktet Fulvius och familjen ängsskinnbaggar. Inga underarter finns listade i Catalogue of Life.